# Борьба на летних Олимпийских играх 1984
На летних Олимпийских играх 1984 года проводились соревнования как по вольной, так и по греко-римской борьбе. Соревнования проводились только среди мужчин, в каждом из видов участники были разбиты на 10 весовых категорий.

## История
В связи с отсутствием на соревнованиях советской и болгарской сборных по вольной борьбе (среди советских борцов вольного стиля было как минимум пятеро явных претендентов на золото), а также советской и кубинской сборных по греко-римской борьбе, перед американскими борцами открылась реальная возможность побороться за золото и взять сразу по несколько золотых медалей. Особенно это отразилось на соревнованиях по вольной борьбе, где спортивные обозреватели с ходу отметили перспективы выигрыша сборной США восьми золотых медалей вместо трёх, если бы соревнования не бойкотировались СССР и НРБ. Эти прогнозы оказались весьма точны. Стоит отметить, что до 1984 года американская сборная по греко-римской борьбе не выиграла ни одной олимпийской медали.

## Общий медальный зачёт
| Место | Страна           | Золото | Серебро | Бронза | Всего |
| ----- | ---------------- | ------ | ------- | ------ | ----- |
| 1     | США              | 9      | 3       | 1      | 13    |
| 2     | Япония           | 2      | 5       | 2      | 9     |
| 3     | Республика Корея | 2      | 1       | 4      | 7     |
| 4     | Румыния          | 2      | 1       | 3      | 6     |
| 5     | Югославия        | 2      | 1       | 2      | 5     |
| 6     | ФРГ              | 1      | 2       | 0      | 3     |
| 7     | Финляндия        | 1      | 1       | 1      | 3     |
| 8     | Италия           | 1      | 0       | 0      | 1     |
| 9     | Швеция           | 0      | 2       | 2      | 4     |
| 10    | Канада           | 0      | 1       | 1      | 2     |
| 10    | Греция           | 0      | 1       | 1      | 2     |
| 12    | Мексика          | 0      | 1       | 0      | 1     |
| 12    | Сирия            | 0      | 1       | 0      | 1     |
| 14    | Великобритания   | 0      | 0       | 1      | 1     |
| 14    | Швейцария        | 0      | 0       | 1      | 1     |
| 14    | Турция           | 0      | 0       | 1      | 1     |

## Медалисты

### Вольная борьба

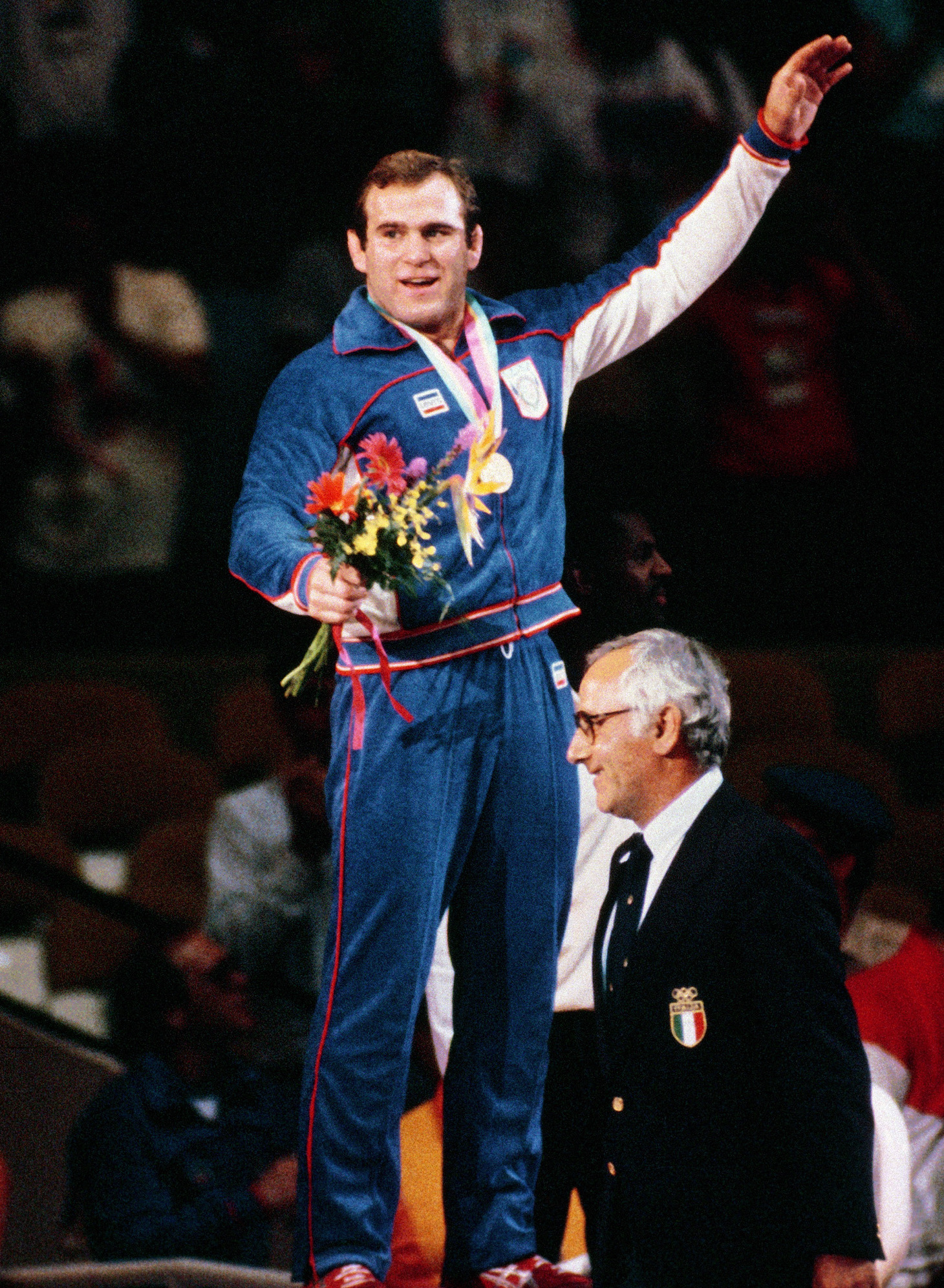
Победитель соревнований по вольной борьбе в категории до 90 кг Эд Банах.

| Категория    | Золото                     | Серебро                      | Бронза                       |
| ------------ | -------------------------- | ---------------------------- | ---------------------------- |
| До 48 кг     | Роберт Уивер США           | Такаси Ириэ Япония           | Сон Гапто Республика Корея   |
| До 52 кг     | Шабан Трстена Югославия    | Ким Джон Гю Республика Корея | Юдзи Такада Япония           |
| До 57 кг     | Хидэаки Томияма Япония     | Барри Дэвис США              | Ким Ый Гон Республика Корея  |
| До 62 кг     | Рэнди Льюис США            | Косэй Акаиси Япония          | Ли Джон Гын Республика Корея |
| До 68 кг     | Ю Ин Тхак Республика Корея | Эндрю Рэйн США               | Юкка Раухала Финляндия       |
| До 74 кг     | Дейв Шульц США             | Мартин Кносп ФРГ             | Шабан Сейди Югославия        |
| До 82 кг     | Марк Шульц США             | Хидэюки Нагасима Япония      | Кристофер Ринке Канада       |
| До 90 кг     | Эд Банах США               | Акира Ота Япония             | Ноэль Лобан Великобритания   |
| До 100 кг    | Лу Банах США               | Жозеф Атия Сирия             | Василе Пушкашу Румыния       |
| Свыше 100 кг | Брюс Баумгартнер США       | Роберт Молле Канада          | Айхан Ташкын Турция          |

### Греко-римская борьба
| Категория    | Золото                     | Серебро                    | Бронза                     |
| ------------ | -------------------------- | -------------------------- | -------------------------- |
| До 48 кг     | Винченцо Маэнца Италия     | Маркус Шерер ФРГ           | Икудзо Сайто Япония        |
| До 52 кг     | Ацудзи Мияхара Япония      | Даниэль Асевес Мексика     | Пан Дэ Ду Республика Корея |
| До 57 кг     | Паскаль Пассарелли ФРГ     | Масаки Это Япония          | Хараламбос Холидис Греция  |
| До 62 кг     | Ким Вонги Республика Корея | Кент-Улле Юханссон Швеция  | Хуго Диче Швейцария        |
| До 68 кг     | Владо Лисьяк Югославия     | Тапио Сипиля Финляндия     | Джим Мартинес США          |
| До 74 кг     | Йоуко Саломяки Финляндия   | Роджер Таллрот Швеция      | Штефан Русу Румыния        |
| До 82 кг     | Йон Драйка Румыния         | Димитриос Танопулос Греция | Сёрен Класон Швеция        |
| До 90 кг     | Стив Фрейзер США           | Илие Матей Румыния         | Франк Андерссон Швеция     |
| До 100 кг    | Василе Андрей Румыния      | Грегори Гибсон США         | Йожеф Тертеи Югославия     |
| Свыше 100 кг | Джеффри Блатник США        | Рефик Мемишевич Югославия  | Виктор Долипски Румыния    |